# Kippelbach

Gedenkstein für Kippelbach

Kippelbach war ein Ort in der Rhön. Mit der Errichtung des Truppenübungsplatzes Wildflecken der Wehrmacht verschwand der Ort 1938.

## Lage
Der Ort lag 700 Meter über dem Meeresspiegel an den steilen Nordhängen von Reesberg, Mittelberg und Rommerser Berg. In der Nähe befindet sich die Stadt Gersfeld.

## Geschichte
Die erste Erwähnung von Kippelbach war eine Dorfordnung aus dem Jahre 1542. Damals wurde es Kyppenbach genannt. Im Türkensteuer-Register werden 1552 zwölf Namen erwähnt. Aufgrund des Dreißigjährigen Krieges war große Not im Dorf. Die nahegelegene Schwedenschanze brachte dem Ort Hunger, Mord und Pest.
Das Dorf lebte von Land- und Forstwirtschaft sowie dem Hausierhandel. Auch wurden eine Köhlerei, eine Glashütte, eine Kalkbrennerei und eine Ziegelei betrieben. 1910 sind im Gemeindeverzeichnis des damals zum Kreis Gersfeld gehörenden Ortes 154 Einwohner genannt.
Im Winter 1937/38 wurden die 170 Einwohner abgesiedelt. Bald darauf begann der Verfall der Gebäude. Offiziell wurde die Auflösung der Gemeinde und der Gemarkung Kippelbach durch Beschluss der hessischen Landesregierung zum 1. April 1953 vollzogen, wobei der größte Teil des Gebiets zur Gemarkung Rengersfeld und der Rest zu Rommers geschlagen wurden.